# Gmina Nørhald
Gmina Nørhald (duń. Nørhald Kommune) – w latach 1970–2006 (włącznie) jedna z gmin w Danii w ówczesnym okręgu Århus Amt. 
Siedzibą władz gminy było miasto Tvede. 
Gmina Nørhald została utworzona 1 kwietnia 1970 na mocy reformy podziału administracyjnego Danii. Po kolejnej reformie w 2007 r. razem z kilkoma innymi gminami weszła w skład nowej gminy Randers.

## Dane liczbowe
- Liczba ludności: (♀ 4438 + ♂ 4189) = 8627
  - wiek 0-6: 8,7%
  - wiek 7-16: 15,2%
  - wiek 17-66: 64,0%
  - wiek 67+: 12,1%
- zagęszczenie ludności: 42,9 osób/km²
- bezrobocie: 6,1% osób w wieku 17-66 lat
- cudzoziemcy z UE, Skandynawii i USA: 87 na 10 000 osób
- cudzoziemcy z krajów Trzeciego Świata: 132 na 10 000 osób
- liczba szkół podstawowych: 4 (liczba klas: 59)